# Nano spray dryer
Nano spray dryer è uno strumento utilizzato per la tecnologia di spray drying al fine di produrre polveri aventi particelle nella scala dei nanometri. Questo metodo di essiccazione consente di produrre delle fini polveri aventi una granulometria definita, partendo da soluzioni, dispersioni ed emulsioni, ampiamente utilizzate nell'industria farmaceutica e alimentare, nelle biotecnologie, nel settore dei materiali e delle ceramiche.
In passato, le limitazioni della tecnica di spray drying erano individuate nella dimensione del particolato (> 2 micron), nella resa di prodotto (< 70%), e nel volume di campione iniziale (> 50 ml). Con l'introduzione di nuove tecnologie, la dimensione del particolato è stata ridotta fino a 300 nanometri, le rese portate anche al 90%, e la quantità iniziale di campione fino a 1 ml. Gli sviluppi tecnologici sono stati applicati alla sede di atomizzazione, al sistema riscaldante e al collettore elettrostatico. Dunque, per enfatizzare l'apporto di questa nuova tecnologia è stato coniato il termine "nano" spray drying. Ad ogni modo, il particolato più fine rimane nell'ambito della gamma submicronica, più comune alle cosiddette polveri fini che alla reale scala nanometrica delle particelle ultrafini.

## Principio funzionale
Il principio funzionale è il medesimo della classica tecnica di spray drying. Semplicemente, sono state introdotte alcune nuove tecnologie che rendono possibili diversi risultati.
Il gas di essiccazione entra nel sistema attraverso una resistenza riscaldante, che consente la generazione di un flusso laminare. La testa spray atomizza la soluzione in goccioline finissime, aventi una distribuzione dimensionale molto stretta, all'interno della camera di essiccazione. In questo modo le goccioline si asciugano, producendo le nano particelle solide. Queste vengono separate nel collettore elettrostatico. Il flusso gassoso in eccesso viene filtrato e fatto defluire a una cappa o a un aspiratore. La temperatura di ingresso viene controllata per via di un apposito sensore.

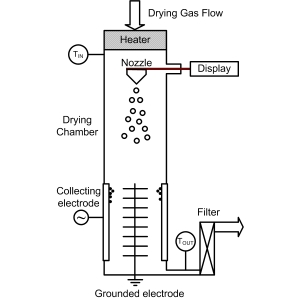
Principio funzionale nano spray dryer

## Applicazioni

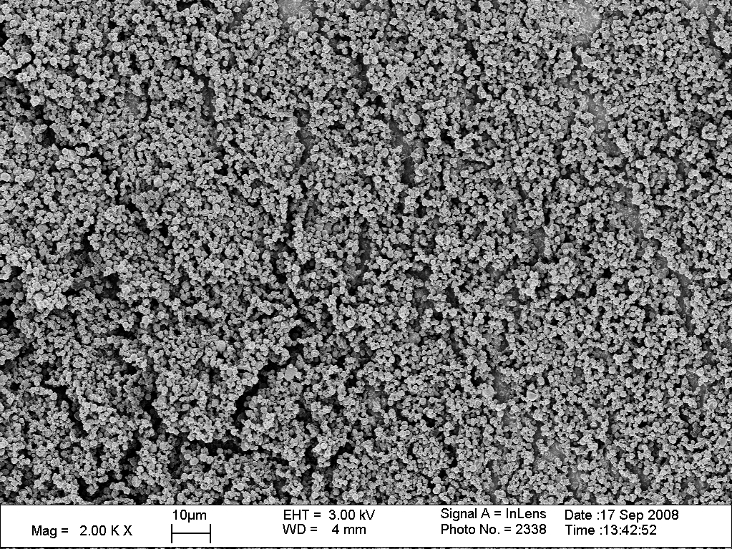
Immagine al SEM di particelle di gelatina essiccate con nano spray dryer

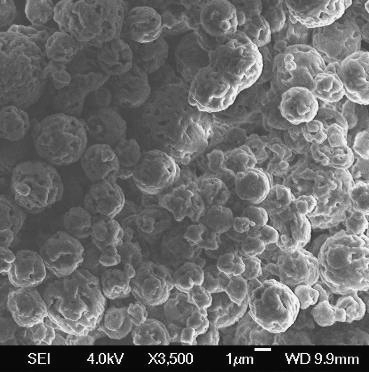
Immagine al SEM di particelle di grisofulvin essiccate con nano spray dryer

### Farmaceutiche
La tecnica di essiccazione spray è ampiamente utilizzata nel settore farmaceutico. Grazie alle piccole quantità iniziali e alla possibilità di alte rese, essa è ideale per il trattamento sperimentale di principi attivi costosi, in ambito di ricerca e sviluppo. Un breve elenco di esempi raccolti di recente:
- Principi attivi in formulazioni inalabili per terapie dell'apparato respiratorio
- Nano- e microincapsulazione di liposomi
- Stabilizzazione di vaccini termolabili, insulina, ormone della crescita
- Incapsulazione di principi attivi nanoparticellari ad alta biodisponibilità
- Nanocapsule di polimeri biodegradabili (lattici, glicolidici)
- Molecole “carrier” porosi per sospensioni nanoparticolate
- Eccipienti per formulazioni a rilascio controllato: trealosio, mannitolo, lattosio, HPMC, PVA, chitosano, destrine, PLGA, amidi, gelatine

### Scienza dei materiali
La tecnologia di nano spray drying offre nuove prospettive applicate ai materiali, specialmente nel campo dei nanomateriali. La seguente lista mostra alcuni esempi:
- Metalli nano-particolati per sviluppo di nuovi catalizzatori
- Micro e nano polveri magnetiche
- Nanotubi al carbonio utilizzati come additivi
- Ceramiche altamente performanti con nuove strutture e maggiore area di superficie specifica

Titania nanoparticellare 
- Sospensioni nanoparticolate per agglomerazione
- Agglomerati nanoparticellari di silice
- Pigmenti finissimi per vernici e rivestimenti

### Alimentare
Nuove possibilità di ricerca anche nel campo delle scienze degli alimenti. In particolare, nell'attuale sviluppo dei cosiddetti alimenti funzionali, la seguente lista di applicazioni possibili:
- Additivi per cibi nano-funzionali
- Incapsulazione di aromi di frutta, essenze o profumi
- Produzione di micro-polveri aromatiche per alimenti destinati agli animali
- Incapsulazione di olii di pesce per la conservazione
- Vitamine, additivi, etc.

## Testa di atomizzazione
Una delle tecnologie innovative del sistema "nano" spray dryer è la testa di atomizzazione, in cui un dispositivo di membrane piezoelettriche vibra ad altissima frequenza, producendo una nebulizzazione finissima (mesh) di goccioline aventi una strettissima distribuzione dimensionale.

## Sistema riscaldante
Nella tecnologia di nano spray drying viene utilizzato un nuovo sistema riscaldante per il gas di essiccazione che andrà ad avvolgere le goccioline per produrre le nano-particelle. Il flusso gassoso nel sistema segue un andamento laminare, non turbolento come avviene nel classico spray drying. Il vantaggio del flusso laminare è quello di consentire una caduta più regolare delle particelle direttamente dalla testa di atomizzazione, evitando adesioni alle pareti del cilindro di essiccazione.
Il flusso laminare viene prodotto comprimendo l'aria (o il gas inerte) attraverso una particolare schiuma metallica porosa.

## Collettore elettrostatico
Per recuperare il particolato più fine dal nano spray dryer viene utilizzata una nuova tecnologia, poiché nel tradizionale “ciclone” il recupero dipende direttamente dalla massa particellare; infatti le particelle inferiori a 2 µm non possono essere separate e vengono espulse dal sistema insieme al flusso gassoso turbolento.
Il collettore elettrostatico funziona attraverso la carica superficiale delle particelle essiccate, che vengono deflesse dalla generazione di un campo elettrico ad alto voltaggio (16 kV a bassa corrente) applicato a un tubo di raccolta cilindrico, mantenendo uno stato di bassa energia tra il cilindro e le punte del collettore. 
A seguito di questa deflessione, le particelle si depositano sulla parete interna del cilindro di raccolta, dove vengono completamente scaricate. Questo metodo di separazione funziona perfettamente con tutti i tipi di materiali.
L'efficienza del collettore elettrostatico è molto elevata: il 99% di tutte le particelle possono essere recuperate.

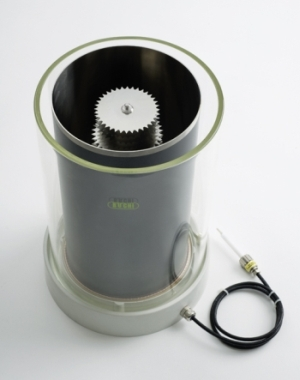
Collettore elettrostatico